# Lamiophlomis
Lamiophlomis é um género botânico pertencente à família Lamiaceae.

## Espécie
Lamiophlomis rotata

## Nome e referências
Lamiophlomis Kudo